# العلاقات الإريترية الهندوراسية
العلاقات الإريترية الهندوراسية هي العلاقات الثنائية التي تجمع بين إريتريا وهندوراس.

## مقارنة بين البلدين
هذه مقارنة عامة ومرجعية للدولتين:
| وجه المقارنة                                              | إريتريا                                      | هندوراس          |
| --------------------------------------------------------- | -------------------------------------------- | ---------------- |
| المساحة (كم2)                                             | 117.60 ألف                                   | 112.49 ألف       |
| عدد السكان (نسمة)                                         | 6.33 مليون                                   | 9.27 مليون       |
| الكثافة السكانية (ن./كم²)                                 | 53.83                                        | 82.41            |
| العاصمة                                                   | أسمرة                                        | تيغوسيغالبا      |
| اللغة الرسمية                                             | اللغة التغرينية، اللغة العربية، لغة إنجليزية | اللغة الإسبانية  |
| العملة                                                    | ناكفا                                        | لمبيرة هندوراسية |
| الناتج المحلي الإجمالي (بليون دولار)                      | 2.61 مليار                                   | 22.98 مليار      |
| الناتج المحلي الإجمالي (تعادل القوة الشرائية) بليون دولار |                                              | 41.14 مليار      |
| الناتج المحلي الإجمالي الاسمي للفرد دولار أمريكي          |                                              | 2.53 ألف         |
| الناتج المحلي الإجمالي للفرد دولار أمريكي                 |                                              | 4.91 ألف         |
| مؤشر التنمية البشرية                                      | 0.391                                        | 0.606            |
| رمز المكالمات الدولي                                      | +291                                         | +504             |
| رمز الإنترنت                                              | .er                                          | .hn              |
| المنطقة الزمنية                                           | ت ع م+03:00                                  | 00               |

## منظمات دولية مشتركة
يشترك البلدان في عضوية مجموعة من المنظمات الدولية، منها:
| علم المنظمة | اسم المنظمة                        | تاريخ انضمام إريتريا | تاريخ انضمام هندوراس |
| ----------- | ---------------------------------- | -------------------- | -------------------- |
|             | مؤسسة التمويل الدولية              | 11 أكتوبر 1995       | 20 يوليو 1956        |
|             | منظمة حظر الأسلحة الكيميائية       | ?                    | ?                    |
|             | يونسكو                             | 2 سبتمبر 1993        | 16 ديسمبر 1947       |
|             | الاتحاد الدولي للاتصالات           | 6 أغسطس 1993         | 27 أكتوبر 1925       |
|             | الأمم المتحدة                      | 28 مايو 1993         | 17 ديسمبر 1945       |
|             | منظمة الشرطة الجنائية الدولية      | ?                    | ?                    |
|             | البنك الدولي للإنشاء والتعمير      | 6 يوليو 1994         | 27 ديسمبر 1945       |
|             | الاتحاد البريدي العالمي            | ?                    | ?                    |
|             | مؤسسة التنمية الدولية              | 6 يوليو 1994         | 23 ديسمبر 1960       |
|             | وكالة ضمان الاستثمار متعدد الأطراف | 10 سبتمبر 1996       | 30 يونيو 1992        |

## وصلات خارجية
- موقع وزارة الخارجية الهندوراسية